# Диамфотоксин
Диамфотоксин — одноцепочечный полипептид, выделенный из личинок и куколок жуков-листоедов нескольких видов рода диамфидия, обитающих в Южной Африке. Сильнейший яд животного происхождения.

## Механизм действия
Токсин стимулирует выход из клеток ионов калия, вход в неё ионов натрия и кальция, в результате чего клетка погибает, в частности, из-за нарушения внутриклеточного электролитного баланса. При этом токсин не влияет на ионные каналы клетки , а повышает проницаемость мембраны для всех малых ионов, вероятно, действуя как ионофор.
По данным ранних работ, обладает нейротоксическим и кардиотоксическим эффектами; в более поздних работах нейротоксические свойства не были обнаружены. Особенно выражены гемолитические эффекты, токсин способен за короткий промежуток времени снизить содержание гемоглобина в крови на 75 % за счет массивного разрушения эритроцитов. В результате возникает массивная гемоглобинурия и нарушается функционирование почек.

## Применение
Бушмены и сейчас используют измельченные личинки диамфидий для приготовления яда для стрел: смазанная этой жижей стрела может свалить с ног пятисоткилограммового жирафа.

## Химические и физические свойства
Молекулярная масса: 60 кДа.

## Токсичность
LD50 диамфотоксина равна 25 нг/кг, что ненамного больше ботулотоксина ЛД50, которого в среднем 1 нг/кг, вследствие чего он считается самым сильным из известных ядов животного происхождения.

## Противоядие
Специфического антидота не существует. Проводят дезинтоксикационную и симптоматическую терапию.